# Thurgarton
Thurgarton is een civil parish in het bestuurlijke gebied Newark and Sherwood, in het Engelse graafschap Nottinghamshire met 440 inwoners.